# Оравски замак
Оравски замак (слч. Oravský hrad, мађ. Árva vára) је замак у Словачкој, који се налази источно од Жилине на северу земље, поред истоимене реке. Смештен је на стени Оравске узвисине, висине 520 метара, око које обилазе Орава и њена притока Рацова и комплекс целине сачињавају је три дела горњи средњи и донји замкови који су грађени постепено и који су подигнути на мањим заравнима на стени изнад градића Оравски Подзамок. Сам замак је подигнут на поседу Ораве, у XIII веку и која је спадала у краљевске поседе, (први пут се помиње у документима 1267. године), из којих произилази да је подигнут 1235. године у време владавине Ондреја II, али је простор стене на којој се замак налази био насељен од давнина.
Током наредних векова утврђено боравиште је проширивано, дограђивана и унапређивано до средине XVIII века, након чега је започела његова стагнација и пропадање, услед некоришћења. Битно је истаћи 1534. годину, када је Јован Дубовецки постао управник Оравске области и започео обнову и проширење замка. Ојачао је бедеме, подигао нове куле и платформе за топове ради одбране од османлијске најезде, петоспратну палату и низ других грађевина у склопу замка. Након његове смрти, она је запуштена и почела је да пропада, али за владавине породице Турзо почиње нова обнова и ширење утврда. Међу грађевинама из тог периода се истичу ренесансна гробница Јураја Турза са почетка XVII века и барокни олтар који је подигнут током 1751. и 1752. године, након чега је отпочело ново пропадање замка.
Велики пожар који ју је захватио 1800. године, уништио је целокупне дрвене делове у Горњој и Средњој тврђави, док је Доња тврђава спашена захваљујући црепним плочицама. Средином XIX. века је отпочела обнова замка у којој је предвиђено да се смести Оравски музеј. Прва изложба је била постављена 1858. године, тако да је он данас један од најстаријих музеја у Словачкој. Крајем века, Оравски замак је поново оронуо, тако да је Јозеф Палфи започео велику обнове утврде. Бедеми су ојачани, просторије су попуњене аутентичним намештајем, зидне фреске су обновљене, тако да је замку враћен његов стари сјај и она је 1922. године искоришћена за снимање филма Носферату. Након Другог светског рата, Оравски замак је још једном обимно реновиран и 1953. године је проглашен за национални споменик.
Данас је у њему смештен музеј, у склопу кога се између осталог налазе и:
- соба Витезова са старим зидним фрескама које су рестауриране
- Оружарница,
- Капела замка,
- Кула Архива,
- Зграда префектуре,
- Надворије замка.